# Eduard Heine

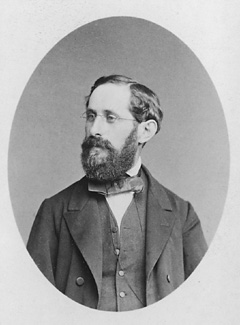
Eduard Heine (1881)

Heinrich Eduard Heine (* 18. März 1821 in Berlin; † 21. Oktober 1881 in Halle (Saale)) war ein deutscher Mathematiker und Hochschullehrer.

## Leben und Wirken
Eduard Heine war der Sohn des Berliner Bankiers Karl Heinrich Heine und dessen Ehefrau Henriette Heine geb. Märtens. Er besuchte Gymnasien in Berlin und studierte an der Georg-August-Universität Göttingen, der Friedrich-Wilhelms-Universität Berlin und der Albertus-Universität Königsberg Mathematik sowie Physik, Chemie, Mineralogie, Philosophie und Archäologie. 1842 wurde er in Berlin promoviert. In seiner Dissertation führte er die Kugelfunktionen zweiter Art ein. Danach war er an der Rheinischen Friedrich-Wilhelms-Universität Bonn tätig, wo er sich 1844 habilitierte und 1848 zum Professor berufen wurde. 1856 folgte er einem Ruf als Professor an die Universität Halle. Er arbeitete vorwiegend auf den Gebieten der Potentialtheorie, der Funktionentheorie und der partiellen Differentialgleichungen. Hierbei beschäftigte er sich mit Kugelflächenfunktionen, Legendre-Polynomen, Laméschen Funktionen, Besselfunktionen, Summation von unendlichen Reihen, Kettenbrüchen und elliptischen Funktionen.
1863 wurde er als korrespondierendes Mitglied in die Preußische Akademie der Wissenschaften aufgenommen. Seit 1865 war er korrespondierendes und seit 1878 auswärtiges Mitglied der Göttinger Akademie der Wissenschaften.
Sein Grab befindet sich auf dem hallischen Stadtgottesacker. Sein ehemaliges Wohnhaus in Halle ist die im klassizistischen Stil erbaute, heute denkmalgeschützte Villa Heine an der Luisenstraße.
Nach ihm benannt ist der Satz von Heine über stetige Funktionen, der aussagt, dass jede stetige Funktion auf kompaktem Definitionsbereich gleichmäßig stetig ist. Der Satz von Heine-Borel ist nach ihm und Émile Borel benannt. Die Arbeiten von Heine über Fourierreihen waren ein Ausgangspunkt für Georg Cantors Untersuchungen, die zu dessen Entwicklung der Mengenlehre führten.
Eduard Heines Schwester Albertine war mit Paul Mendelssohn-Bartholdy, dem Bruder Felix Mendelssohn Bartholdys, verheiratet. Die Schriftstellerin Anselma Heine war Eduard Heines Tochter.

## Schriften
- Handbuch der Kugelfunktionen. Reimer, Berlin 1861. (2. Auflage in zwei Bänden 1878 und 1881, Nachdruck 1961)